# Poets and Madmen
Poets and Madmen — одиннадцатый и последний на настоящее время полноформатный студийный альбом американской группы Savatage, выпущенный в 2001 году.
Poets and Madmen концептуальный альбом, повествующий историю о том, как несколько подростков забрались в бывший сумасшедший дом и обнаружили там бывшего военного журналиста Кевина Картера. Он сошёл с ума от сделанной им во время войны фотографии умирающей девочки.
Вместо покинувшего состав Зака Стивенса все вокальные партии вновь после 1991 года исполнил Джон Олива, но при подготовке к туру в поддержку альбома в группу был принят новый вокалист — Деймонд Джиния. Альбом также примечателен тем, что он является единственным в дискографии группы не имеющим заглавного трека. Название его позаимствовано из текста к песне «Symmetry» с альбома «Handful of Rain» 1994 года.

## Список композиций
Все тексты написаны Paul O'Neill.
| №   | Название               | Музыка                                 | Длительность |
| --- | ---------------------- | -------------------------------------- | ------------ |
| 1.  | «Stay with Me Awhile»  | Chris Caffery, Jon Oliva, Paul O'Neill | 5:06         |
| 2.  | «There in the Silence» | Chris Caffery, Jon Oliva, Paul O'Neill | 4:57         |
| 3.  | «Commissar»            | Chris Caffery, Jon Oliva, Paul O'Neill | 5:36         |
| 4.  | «I Seek Power»         | Chris Caffery, Jon Oliva, Paul O'Neill | 6:03         |
| 5.  | «Drive»                | Chris Caffery, Jon Oliva, Paul O'Neill | 3:17         |
| 6.  | «Morphine Child»       | Chris Caffery, Jon Oliva, Paul O'Neill | 10:12        |
| 7.  | «The Rumor»            | Chris Caffery, Jon Oliva, Paul O'Neill | 5:16         |
| 8.  | «Man in the Mirror»    | Chris Caffery, Jon Oliva, Paul O'Neill | 5:56         |
| 9.  | «Surrender»            | Jon Oliva, Paul O'Neill                | 6:40         |
| 10. | «Awaken»               | Chris Caffery, Jon Oliva, Paul O'Neill | 3:23         |
| 11. | «Back to a Reason»     | Jon Oliva, Paul O'Neill                | 6:10         |

| №   | Название            | Автор(ы)                             | Длительность |
| --- | ------------------- | ------------------------------------ | ------------ |
| 12. | «Shotgun Innocence» | Criss Oliva, Jon Oliva, Paul O'Neill | 3:31         |

| №   | Название                        | Автор(ы)                             | Длительность |
| --- | ------------------------------- | ------------------------------------ | ------------ |
| 12. | «Jesus Saves» (Live)            | Criss Oliva, Jon Oliva, Paul O'Neill |              |
| 13. | «Handful of Rain» (Music Video) | Jon Oliva, Paul O'Neill              |              |

| №   | Название                                                     | Автор(ы)                             | Длительность |
| --- | ------------------------------------------------------------ | ------------------------------------ | ------------ |
| 12. | «Mentally Yours / Tonight He Grins Again» (Acoustic version) | Criss Oliva, Jon Oliva, Paul O'Neill |              |
| 13. | «Sleep» (acoustic version)                                   | Jon Oliva, Paul O'Neill, Criss Oliva |              |

## Участники записи
- Джон Олива — вокал, клавишные
- Крис Каффери — гитара
- Джонни Ли Миддлтон — бас-гитара
- Джефф Плейт — ударные

### Дополнительные участники
- Боб Кинкел — клавишные и бэк-вокал
- Эл Питрелли — дополнительные соло (на песнях «Stay With Me A While», «Commissar», «Morphine Child» и «The Rumor»)
- Джон Уэст — бэк-вокал
- Захари Стивенс — вокал (песня 12 на US Bonus Edition)
- Крис Олива — гитара (песня 12 на US Bonus Edition)